# Coupe du Kosovo de football
La Coupe du Kosovo de football est la coupe nationale du Kosovo depuis 1991.

## Palmarès

### Compétition parallèle à la Coupe de Serbie, non reconnue
- 1991/92 : KF Trepça
- 1992/93 : KF Flamurtari
- 1993/94 : FC Pristina
- 1994/95 : KF Liria
- 1995/96 : KF Flamurtari 2-1 KF Dukagjini
- 1996/97 : KF 2 Korriku - KF Drita (finale non disputée)
- De 1997 à 1999 : Non disputé

### Coupe avant reconnaissance FIFA/UEFA
- 1999/00 : KF Gnjilane
- 2000/01 : KF Drita
- 2001/02 : KF Besiana
- 2002/03 : KF KEK       3-1 ap FC Pristina
- 2003/04 : KF Kosova Prishtinë 1-0 ap KF Besa
- 2004/05 : KF Besa            3-2 KF KEK
- 2005/06 : FC Pristina           1-1 (tab 5-4) KF Drenica
- 2006/07 : KF Liria        0-0 (tab 3-0) KF Flamurtari
- 2007/08 : KF Vëllaznimi   2-0 ap KF Trepça '89
- 2008/09 : KF Hysi  2-1 FC Pristina
- 2009/10 : KF Liria        2-1 ap KF Vëllaznimi
- 2010/11 : KF Besa            2-1 FC Pristina
- 2011/12 : KF Trepça '89  3-0 KF Ferizaj
- 2012/13 : FC Pristina           1-1 (tab 4-3) KF Ferizaj
- 2013/14 : KF Feronikeli   2-1 KF Hajvalia
- 2014/15 : KF Feronikeli   1-1 (tab 5-4) KF Trepça '89
- 2015/16 : FC Pristina           2-1 KF Drita

### Coupe après reconnaissance FIFA/UEFA
- 2016/17 : KF Besa        1-1 ap (tab 4-2) KF Llapi
- 2017/18 : FC Pristina    1-1 ap (tab 5-4) KF Vëllaznimi
- 2018/19 : KF Feronikeli   5-1 KF Trepça '89
- 2019/20 : FC Pristina    1-0 KF Ballkani
- 2020/21 : KF Llapi    1-1 ap (tab 4-3) KF Dukagjini
- 2021/22 : KF Llapi    2-1 KF Drita
- 2022/23 : FC Pristina    2-0 KF Gjilan
- 2023/24 : KF Ballkani    2-2 ap (tab 4-2) FC Pristina
- 2024/25 : FC Pristina    1-0 KF Llapi